# Ґевін Гассетт
Ґевін Гассетт (англ. Gavin Hassett, 13 липня 1973) — канадський академічний веслувальник.
Срібний призер Олімпійських Ігор 1996 року в складі розпашної четвірки без стернового легкої ваги, учасник 2000, 2004 років.